# XQL
XQL (acrónimo de la expresión en inglés XML Query Language) designa a un lenguaje de consultas a sistemas de bases de datos, de tal forma que sirve para hacer consultas contra bases de datos y obtener el resultado en un nuevo documento XML. Por tanto, se trata de SQL incrustado en los documentos XML. 
- Datos: Q1409793